# 奥尔努瓦地区奥维尔
奥尔努瓦地区奥维尔（法語：Horville-en-Ornois）是法国默兹省的一个市镇，属于科梅尔西区。该市镇总面积7.62平方公里，2009年时的人口为63人。

## 人口
奥尔努瓦地区奥维尔人口变化图示